# Jacques Delelienne
Jacques Delelienne (Schaarbeek, 25 november 1928 - Ukkel, 3 februari 2020) was een Belgische atleet, die gespecialiseerd was in het hoogspringen. Hij nam eenmaal deel aan de Olympische Spelen en eenmaal aan de Europese kampioenschappen. 

## Biografie
Delelienne verbeterde in 1948 het Belgische record hoogspringen in een niet erkende wedstrijd. Niettemin werd getracht dit record te erkennen. Hij zag hiervan schriftelijk af met de melding, dat hij alles in het werk zou zetten om het record in een officiële wedstrijd te verbeteren. Hij kreeg hiervoor de Nationale Fair-Play-prijs van het BOIC.
Delelienne nam in 1950 deel aan de Europese kampioenschappen in Brussel, waar hij een zevende plaats behaalde bij het hoogspringen. Twee jaar later nam hij deel aan de Olympische Spelen in Helsinki, waar hij met een sprong van 1,87 m de finale haalde. Daar werd hij met een sprong van 1,90 negende. Hij verbeterde het Belgische record in 1951 tot 1,93, maar werd nooit Belgisch kampioen.

### Clubs
Delelienne was aangesloten bij Racing Brussel.

## Persoonlijk record
| Onderdeel    | Prestatie | Datum        | Plaats |
| ------------ | --------- | ------------ | ------ |
| hoogspringen | 1,93 m    | 14 juli 1951 | Londen |

## Palmares

### hoogspringen
- 1949:  BK AC - 1,80 m
- 1950: 7e EK in Brussel – 1,85 m
- 1951:  BK AC - 1,91 m
- 1952:  BK AC - 1,90 m
- 1952: 9e OS in Helsinki – 1,90 m
- 1953:  World Student Games (pre-Universiade) in Dortmund – 1,90 m